# Koiládio
Koiládio är en ort i Grekland.   Den ligger i prefekturen Nomós Kilkís och regionen Mellersta Makedonien, i den norra delen av landet, 400 km norr om huvudstaden Aten. Koiládio ligger 311 meter över havet och antalet invånare är 148.
Terrängen runt Koiládio är kuperad åt nordväst, men åt sydost är den platt. Runt Koiládio är det glesbefolkat, med 10 invånare per kvadratkilometer. Närmaste större samhälle är Kilkis, 10,3 km söder om Koiládio. Trakten runt Koiládio består till största delen av jordbruksmark.